# Macabei

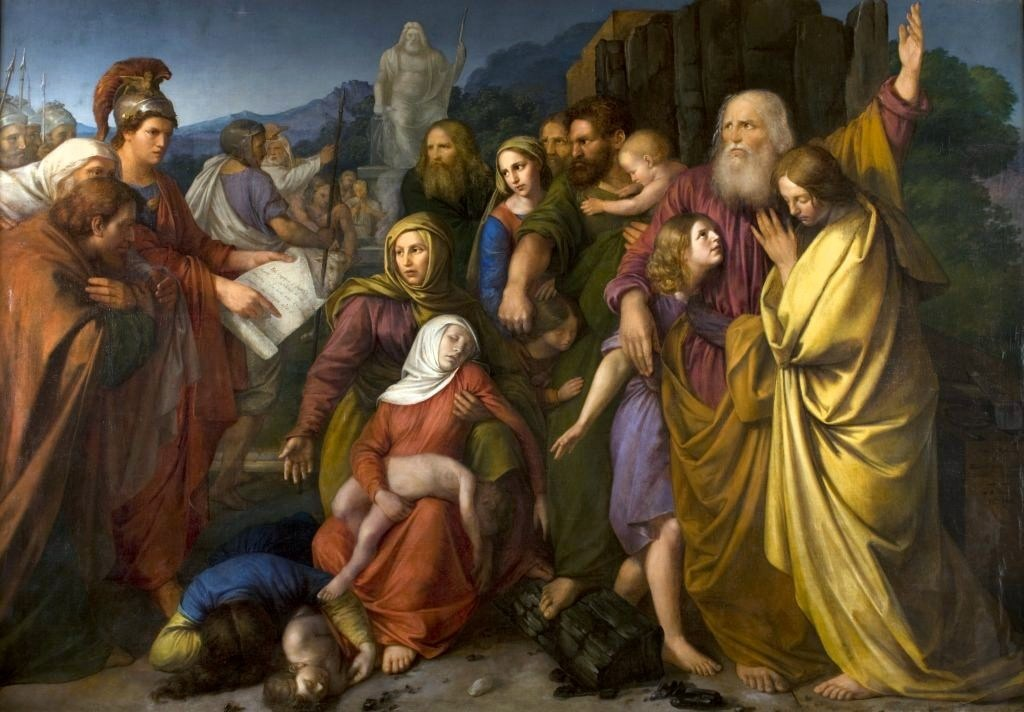
Pictură a lui Wojciech Stattler de la Muzeul Național din Cracovia, reprezentându-i pe Macabei

Macabeii (în ebraică מכבים ori מקבים, Makabim ori Maqabim; greacă: Μακκαβαῖοι, /makav'εï/) au fost o familie de evrei patrioți din secolele II-I î.Hr., care au luptat pentru eliberarea Iudeei de sub dominația eleno-siriană seleucidă (politică, culturală și, mai ales, religioasă). În cinstea acestor evenimente, Casa Judecății din Ierusalim (în ebraică בית דין ori Beit Din), numită și Sinedriu, a ordinat, pe lângă Purim, Festivalul Luminilor, care poartă numele Hanuka, și Festivalul Eliberării, care poartă numele ebraic Ieșua. 
Macabeii au stabilit o nouă dinastie regală și sacerdotală evreiască – cea a Hasmoneilor (ebraica: Hașmonaim) și au reușit să pună temelia unui nou regat independent al evreilor (sau iudeilor) pe teritoriul Palestinei istorice (Țara lui Israel), extinzând granițele Pământului lui Israel. Aceste granițe au dăinuit până în anii cuceririi romane și au redus influența culturii elenistice și a iudaismului elenistic.
Sunt amintiți în Biblie, în câteva cărți deuterocanonice ale Vechiului Testament: 1 Macabei și 2 Macabei (la catolici) și 3 Macabei (la ortodocși).